# Verbascòsid
Verbascòsid, en anglès: Verbascoside, és un glucòsid feniletanoide cafeoli en el qual el fenilpropanoide àcid cafeic i el feniletanoide hidroxitirosol formen un enllaç èster i èter respectivament a la part ramnosa d'un disacàrid.

## Presentacions

### Presentació natural
Els verbascòsids es poden trobar en totes les espècies de plantes de l'ordre Lamials (sinònim: Scrophulariales). Només es coneixen dos exemples fora de l'ordre lamials, en el clade Asterids.
en les lamials
Dins la família Lamiàcia, es poden trobar en les plantes medicinals del gènere Phlomis, a Verbascum phlomoides, Verbascum mallophorum, o, en la família Buddlejaceae en Buddleja globosa o Buddleja cordata, en les Bignoniaceae a Pithecoctenium sp i Tynanthus panurensis, en les Orobanchaceae, a Cistanche sp i Orobanche rapum-genistae, a les Plantaginaceae, a Plantago lanceolata, dins Verbenaceae, a Verbena officinalis, Aloysia citriodora i Lantana camara, dins les Oleaceae, a Olea europaea (olivera), en les Lentibulariaceae, a la planta carnívora Pinguicula lusitanica, i, dins les Byblidaceae, a Byblis liniflora.

### Derivats
Els derivats verbascòsids es poden troba a Verbascum undulatum i apiòsids a Verbascum sp.

### En cultiuin vitro
Es poden produir in vitro a partir de Leucosceptrum sp (Lamiaceae) i Syringa sp (Oleaceae). També en cultiu d'arrels de Paulownia tomentosa.

## Activitat biològica
Els verbascòsids tenen activita antimicrobiana, notablement contra Staphylococcus aureus. També poden tenir propietats antiinflamatòries.